# Vitalij Tarasov
Vitalij Georgievič Tarasov, in russo Виталий Георгиевич Тарасов? (Omsk, 20 gennaio 1925 – Omsk, 5 luglio 1977), è stato uno scacchista sovietico di etnia russa.
Partecipò a tre Campionati sovietici: nel 1957 e 1961 a Mosca, nel 1967 a Kharkov, posizionandosi nella bassa classifica.
Vinse sei volte il Campionato della Moldavia  (1947, 1948, 1949, 1950, 1951 e 1955).
Nel 1958 e 1960, con la squadra della Repubblica Socialista Federativa Sovietica Russa (RSFSR) vinse il bronzo nel campionato a squadre dell'URSS, nell'ambito delle Spartachiadi.
Nel 1961 fu =2°-3° con Rashid Nezhmetdinov nel Memorial Chigorin di Rostov, mezzo punto dietro al vincitore Mark Taimanov.
Nel 1949 gli fu attribuita l'onorificenza di Maestro dello sport dell'Unione Sovietica.
Alcune partite notevoli:
- Tarasov – Mark Taimanov, campionato URSS 1957:  Indiana di re A57
- Vladas Mikenas – Tarasov, campionato URSS 1957:  Difesa Pirc B07
- Tarasov – Evgenij Vasjukov, Mosca 1960:  Difesa est indiana E77
- Tarasov – Eduard Gufeld, campionato URSS 1961:  Indiana di re A49
- Tarasov – Vladimir Simagin, campionato URSS 1961:  Indiana di re A48